# Adelotus brevis
Adelotus brevis is een kikker uit de familie Limnodynastidae. De soort werd voor het eerst wetenschappelijk beschreven door Albert Carl Lewis Gotthilf Günther in 1863. Oorspronkelijk werd de wetenschappelijke naam Cryptotis brevis gebruikt. Er is nog geen Nederlandse naam voor deze soort, die de enige is uit het geslacht Adelotus.

## Uiterlijke kenmerken
Adelotus brevis is bruin tot groen van kleur op de rug en heeft een zeer variabel en onregelmatig patroon van lichtere en donkere vlekken en strepen. De kikker is echter van alle andere Australische soorten te onderscheiden door de combinatie van de zwarte buik met grote witte vlekken en de oranje tot rode vlekjes bij de cloaca en binnenzijde van de dijen. Sommige vrouwelijke exemplaren hebben een rugstreep.
De soort wordt in de Engelse taal wel slagtandkikker genoemd vanwege de twee slagtand-achtige uitsteeksels op de onderkaak, die alleen te zien zijn bij een geopende bek. Deze aangepaste tanden zijn iets gekromd en puntig en worden in groeven in het gehemelte geborgen als de bek gesloten is. De mannetjes vechten met elkaar in de paartijd om een territorium, waarbij ze met de 'tanden' in elkaars kop, bek en nek proberen te bijten, wat tot verwondingen kan leiden. De tanden worden niet gebruikt voor de verdediging.
De mannetjes worden met een gemiddelde lengte van 5 centimeter groter dan de ongeveer 4 cm lange vrouwtjes, wat zeer uitzonderlijk is. Bij alle andere kikvorsachtigen is dit andersom en worden de vrouwtjes groter dan de mannetjes. Mannetjes hebben ook langere uitsteeksels (tot 5 mm) dan vrouwtjes en een relatief grotere kop. Al deze voor de Anura unieke kenmerken zijn vermoedelijk voortgekomen uit de gevechten die de mannetjes voeren.

## Verspreiding en habitat
Adelotus brevis komt voor in Australië in een smalle uiterst oostelijke kuststreek in het zuiden van Queensland en een groot deel van de kust van New South Wales. In het verleden zijn de populaties niet altijd even stabiel geweest, maar tegenwoordig is de soort algemeen in het ongeveer 480.000 vierkante kilometer grote verspreidingsgebied.
De kikker komt voor in een groot aantal habitats, variërend van moerassen, graslanden en zowel droge als vochtige bossen, meestal bij stilstaand water. Exemplaren worden zelden hoger dan 400 meter boven zeeniveau aangetroffen.

## Voortplanting en ontwikkeling
Mannetjes kwaken in het water, aan de waterkant verstopt tussen overhangende planten of in kleine holletjes in de oever. Het geluid dat ze maken klinkt als een dubbele klik; b-look, wat afwijkt van het paargeluid van andere voorkomende soorten. De eitjes zijn niet gepigmenteerd en worden in een schuimnest afgezet dat op het water drijft. Het nest wordt meestal met planten of bladeren bedekt ter camouflage en om het nest af te schermen tegen zonlicht. Na enkele dagen komen de eitjes uit, na twee tot drie maanden hebben de bruin gekleurde kikkervisjes zich ontwikkeld tot kleine kikkertjes, ze zijn dan ongeveer 3 centimeter lang.

## Afbeeldingen

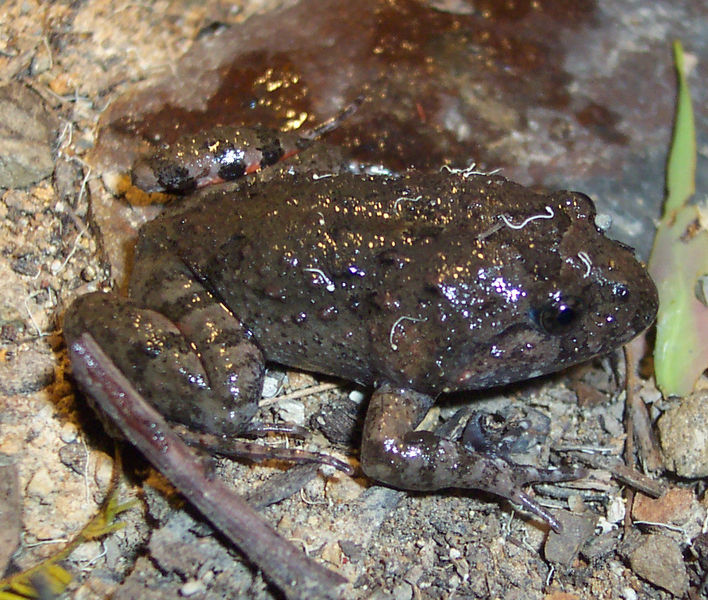
Mannetje
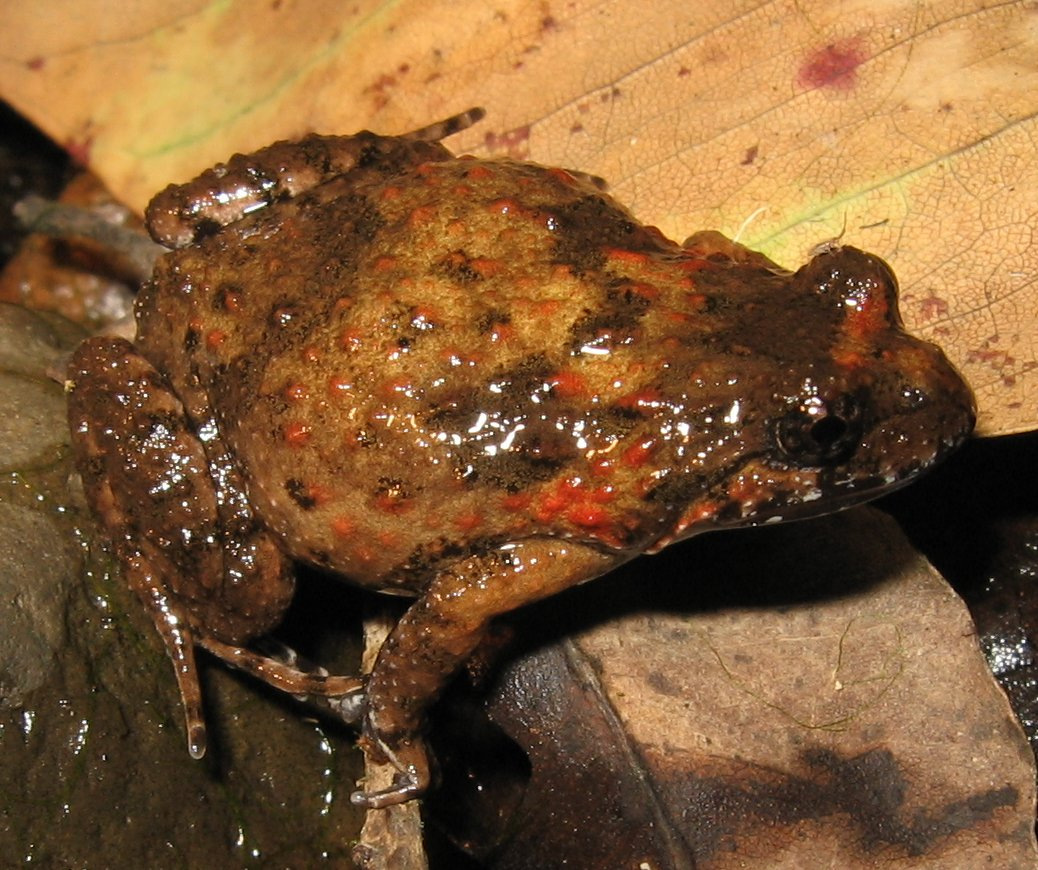
Vrouwtje
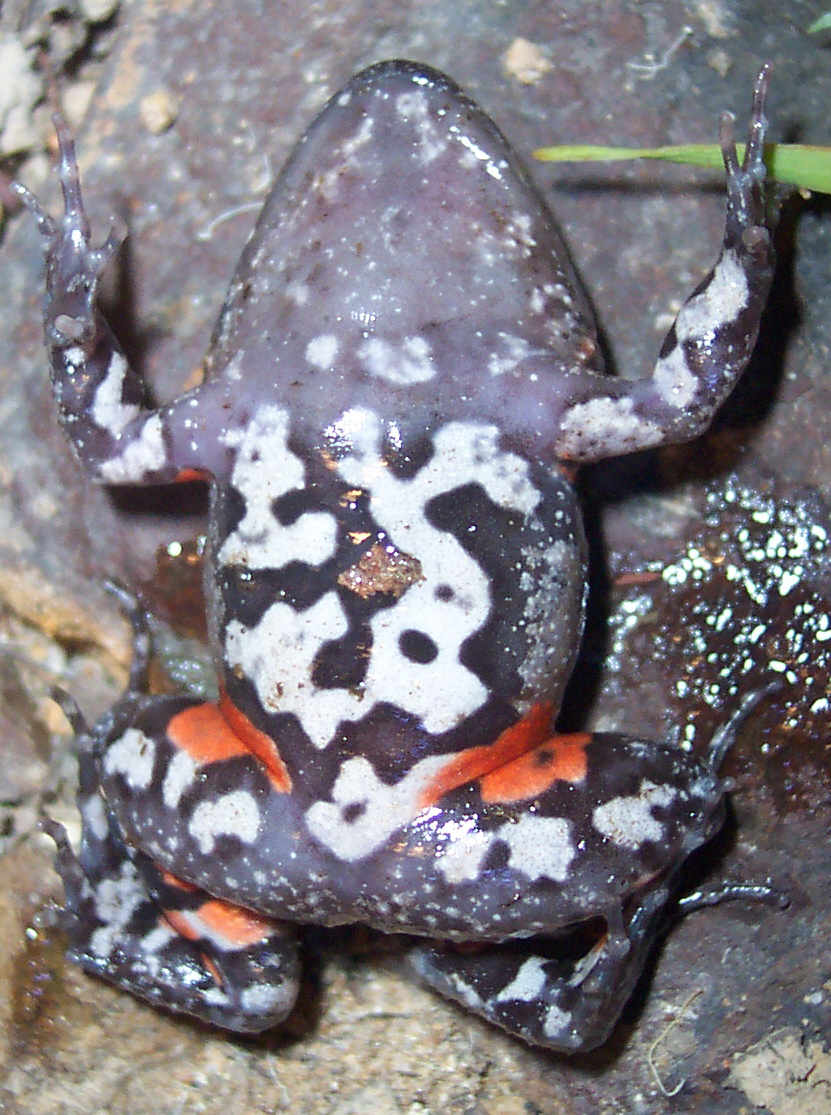
Buikzijde
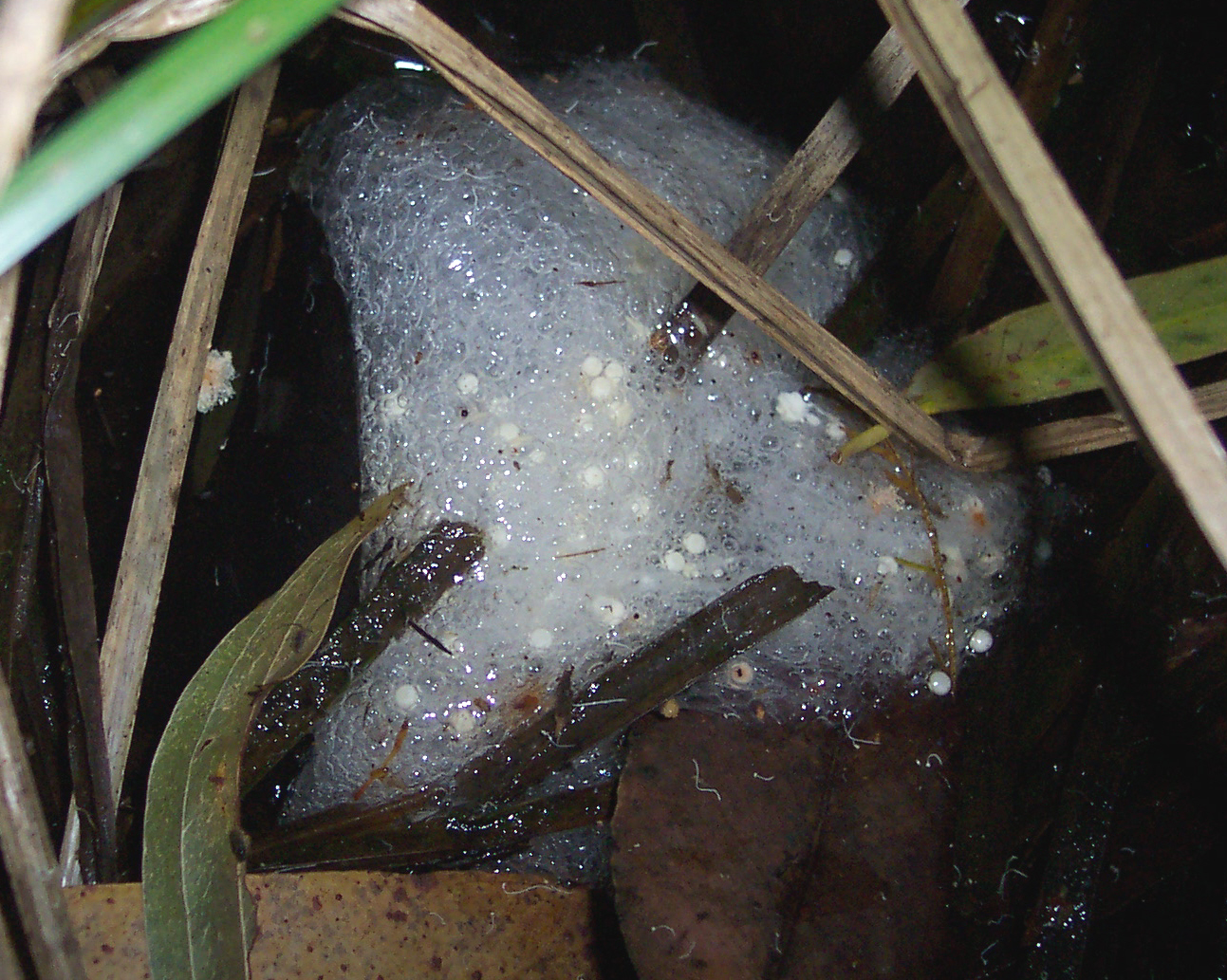
Schuimnest